# Штандке, Анастасия Александровна
Анастасия Александровна Штандке (род. 1 июня 1989 года) — российский режиссёр, сценарист, оператор, режиссёр монтажа, фотограф, художник. С 2014 года работает над созданием документальных портретов. Обладатель более 40 дипломов, призов всероссийских и международных кинофестивалей.

## Биография
В 2012 году окончила Московский Художественно-Промышленный Институт (факультет графического дизайна). В 2014 году закончила Высшие курсы ВГИК им. С. Герасимова по специальности — режиссёр монтажа (мастерская Н. В. Тапковой). В 2016 году закончила Высшие курсы ВГИК им. С. Герасимова по специальности — телеоператор (мастерская Д. В. Серпухина).
В 2017 году Анастасия Штандтке получила специальный приз XXIII Международного фестиваля фильмов о правах человека «Сталкер» за документальный фильм «А какой ты?». Так же фильм был включён в кинопрограмму ВГИК, которая получила приз за лучшую кинопрограмму на 38-м Международном студенческом фестивале ВГИК. Фильм рассказывает о Анастасии Аброскиной — первой в России модели с ДЦП.
В 2018 году фильм «Тысячи лиц» победил в категории «Лучший российский фильм конкурсной программы» IX Международного кинофестиваля о жизни людей с инвалидностью «Кино без барьеров». 19 ноября того же года фильм «Тысяча лиц» вошёл в лонг-лист претендентов на премию Национальной киноакадемии кинематографических искусств и наук России «Золотой Орел 2018» в номинации «Лучший короткометражный фильм». Так же этот фильм был включён в лонг-лист на соискание Национальной кинематографической премии «Ника» за 2018 год в номинации «Лучший неигровой фильм». Кроме этого фильм участвовал в XXVI Фестивале российского кино «Окно в Европу» в конкурсной программе неигрового кино и в российской программе 40-го ММКФ в рамках показа программы «Новое документальное кино».
В 2019 году Анастасия Штандке сняла документальный фильм «По законам логики» о докторе философских наук А. А. Ивине.
В 2020 году Анастасия Штандке сняла фильм «Что будет завтра?», который получил ряд российских и зарубежных наград. Фильм рассказывает о первомм в России инструкторе Zumba Fitness с синдромом Дауна
Лейсан Зариповой. В этом же году фильм «А какой ты?» (англ. What am I?) вошёл в официальную программу Fashion Film Festival Chicago 2020.
Председатель студенческого жюри 39 Международного студенческого фестиваля ВГИК 2019 г.

## Фильмография
- 2014 — «ЛАРNСКА»
- 2016 — «А какой ты?»
- 2016 — «Выход»
- 2018 — «Тысячи лиц»
- 2019 — «По законам логики»
- 2020 — «Что будет завтра»

## Кинонаграды
- 2017 год — Специальный приз XXIII Международного фестиваля фильмов о правах человека «Сталкер» за документальный фильм «А какой ты?»[1].
- 2018 год — Специальный приз «The best documentary film» 18 International festival of short film «Тhe Unprecedented Cinema» (Эстония) за фильм «А какой ты?»[12]
- 2018 год — Лучший российский фильм конкурсной программы IX Международного кинофестиваля о жизни людей с инвалидностью «Кино без барьеров» за фильим «Тысячи лиц»[3].
- 2018 год — Приз I степени IV международного фестиваля кино и телефильмов «Святой Владимир» в номинации «Документальные короткометражные фильмы» за фильм «Тысяча лиц»[13].
- 2018 год — Приз «За лучшую работу режиссёра в неигровом кино» 38-го Международного студенческого фестиваля ВГИК за фильм «Тысяча лиц»[14].
- 2020 год — Приз за лучший документальный фильм V Московского медиафестиваля патриотической тематики «Родина в сердце» за фильм «Что будет завтра?»[15].
- 2020 год — Приз «Лучший дебют» XVIII Международного фестиваля спортивного кино «Krasnogorski» за фильм «Что будет завтра?»[16]
- 2020 год — Награда 17th European Film Festival Integration You and Me (Польша) в категории «Документальный фильм» за фильм «Что будет завтра?»[17].
- 2020 год — Приз Fresco International Festival of Modern Art and Spiritual Films (Армения) «Best message of faith» за фильм «Что будет завтра?»[18].
- 2021 год — Победитель V Открытого кинофорума «Шередарь» в номинации «Сотри случайные черты» (фильмы о смысле жизни) с фильмом «Что будет завтра?»[19]
- «Лампа»[20].
- «Кунаки»[21].

## Статьи
- Штандке А. А. Социальная проблематика в творчестве начинающих режиссеров-документалистов // Вестник ВГИК : научный рецензируемый журнал в области экранных искусств. — 2020. — № 1 (Том №12). — Дата обращения: 29.06.2021. — doi:10.17816/VGIK121(43)62-73.
- Штандке А. А. Современные формы фиксации реальности в формате видеохостинга // Вестник ВГИК : научный рецензируемый журнал в области экранных искусств. — 2020. — № 3 (Том №12). — Дата обращения: 29.06.2021. — doi:10.17816/VGIK46633.
- Штандке А. А. Выразительная функция цвета в современном неигровом кино // Вестник ВГИК : научный рецензируемый журнал в области экранных искусств. — 2020. — № 4 (Том №12). — Дата обращения: 29.06.2021. — doi:10.17816/VGIK56589.

## СМИ
- Жюри кинофестиваля "Кунаки" в Абхазии выбрало победителей по трем номинациям ТАСС.